# 約納斯·斯文森
約納斯·斯文森（挪威語：Jonas Svensson；1993年3月6日—）是一位挪威足球運動員。在場上的位置是後衛。現效力於土超球隊比錫達斯 。他也代表挪威國家足球隊參賽。